# Le Feu aux poudres
Pour plus de détails, voir Fiche technique et Distribution.
Le Feu aux poudres (titre italien : X 3, operazione dinamite) est un film policier franco-italien d'Henri Decoin sorti en 1957. 

## Synopsis
Ludovic Ferrier, dit "Ludo", se fait habilement passer pour le commissionnaire d'Albatras, un trafiquant d'armes notoire. Ludo prend contact avec Pedro Wassewitch pour passer commande soi-disant pour le compte d'Albatras. Lola, la femme du trafiquant d'armes, est attirée par le beau "Ludo". Bien que très méfiant, Wassewitch finit quand même par être convaincu, d'autant plus que la police lui transmet un appel téléphonique enregistré que les policiers ont réussi à monter en assemblant des bribes des conversations qu'ils ont eu lors de l'interrogatoire d'Albatras, qu'ils ont mis sur le gril. Albatras réussit à fausser compagnie aux flics et avertit Wassewitch au moment de la livraison à Ludo, alors que la police est prête à donner l'assaut...

## Fiche technique
- Titre : Le Feu aux poudres
- Titre italien : X 3, operazione dinamite
- Réalisateur : Henri Decoin
- Assistants réalisateur : Michel Deville, Edmond Agabra, Michel Autin
- Scénariste : Jacques Robert
- Adaptateurs : Albert Simonin, Henri Decoin
- Dialoguiste : Albert Simonin
- Producteurs exécutifs : François Rigaud, Jean Tachard
- Directeur de production : Roger de Broin
- Assistant de production : Lino Matassoni
- Secrétaire de production : Monique Wendling
- Sociétés de production pour la France : Abbey Films, Gallus Films, SLPF, SGGC (Société Générale de Gestion Cinématographique)
- Sociétés de production pour l'Italie : Galliera Films, Jolly Film
- Collaboration régionale : Christiane Burucoa
- Directeur de la photographie : Pierre Montazel
- Opérateur : Robert Foucard
- Assistant-opérateur : Jean Fontenelle
- Ingénieur du son : Jean Rieul
- Assistant son : Jacques Gérardot
- Perchman : Marcel Corvaisier
- Compositeur de la musique originale : Philippe-Gérard
- Direction musicale : Wal-Berg
- Décorateur : René Renoux
- Assistants-décorateur : Pierre Tyberghein, Jean Taillandier
- Accessoiristes : Raymond Lemarchand, René Vilecoq
- Costumier : Ted Lapidus
- Maquilleurs : Marcel et Odette Rey
- Scripte : Annie Rozier
- Régisseur général : Claude Hausser
- Régisseur extérieur : Georges Kougoucheff
- Régisseur adjoint : Philippe Modave
- Photographe de plateau : Marcel Bougereau
- Monteur : Claude Durand
- Assistants-monteur : Malou Leppä, Huguette Brabant
- Affichiste : Clément Hurel
- Laboratoires : laboratoire Franay, L.T.C Saint-Cloud
- Trucages : LAX
- Enregistrement : Westrex Recording System
- Distribution : Sofradis
- Pays de production :  France,  Italie
- Format : Noir et blanc — 2.35:1 Dyaliscope — Monophonique — 35 mm
- Genre : Policier
- Durée : 98 minutes
- Dates de sortie : 
  - France : 27 février 1957
  - Italie : 21 mars 1957
- Visa d'exploitation : 17.162

## Distribution
- Raymond Pellegrin : Ludovic Ferrier dit Ludo, inspecteur infiltré
- Albert Simonin : Monsieur Albert, inspecteur infiltré
- Lino Ventura : Legentil, inspecteur de police
- Pierre Louis : Fougeron, inspecteur
- Michel Flamme : l'inspecteur 511 Y
- Marcel Bernier : le chauffeur de l'inspecteur 511 Y
- François Chaumette : l'inspecteur du montage magnéto
- Olivier Darrieux : un inspecteur
- Jean Olivier : un inspecteur
- Charles Vanel : Albatrasse, le trafiquant échappé
- Peter Van Eyck : Pedro Wassewitch, un trafiquant
- Françoise Fabian : Lola Wassewitch, la femme de Pedro
- Henri Cogan : Matt, un complice de Pedro
- Michel Jourdan : Freddy, un complice de Pedro
- Dario Moreno : Jeff, un trafiquant
- Lyla Rocco : Brigitte, la femme de Jeff
- Le Hang : un acheteur qui négocie avec Jeff
- Georges Bayle : Delarue, un complice des trafiquants
- Roland Armontel : Antoine, l'aubergiste
- Jacqueline Maillan : Mme Catherine, l'aubergiste
- Lisa Jouvet : la servante de l'auberge  - sous réserve
- Mathilde Casadesus : Mimi, la patronne du restaurant
- Pascal Mazzotti : M. Duffort, le pharmacien
- Georges Demas : un agent qui prend un pastis
- Nino Crisman : rôle indéterminé
- Paul Muller : (scène supprimée au montage)

## Lieux de tournage
Le tournage se déroule du 15 août au 15 octobre 1956 dans les studios de Paris à Billancourt.
Le film se déroule à Sète et sur le Larzac (Sainte-Eulalie-de-Cernon, la Couvertoirade). L'une des scènes est tournée dans les caves à fromage du village de Roquefort-sur-Soulzon (Aveyron).

## Musique du film
La chanson Pour toi dont la musique est de Louis Gasté et les paroles d'Albert Simonin, est interprétée par Dario Moreno - éditions : Louis Gasté.

## Accueil
- Box-office France : 1 897 223 entrées

## Distinctions
- 1957 : prix du meilleur acteur pour Charles Vanel au Festival international du film de Saint-Sébastien